# Світова війна: Встановлення балансу
«Світова війна: досягнення рівноваги» (англ. Worldwar: Striking the Balance) — роман про альтернативну історію американського письменника Гаррі Тертлдава. Це четвертий і останній роман в тетралогії «Світова війна» та в розширеній серії «Світова війна», яка включає трилогію «Колонізація» та роман «Дорога додому»
У цій книзі, поки Раса розглядає проєкт повного знищення землян або продовження бойових дій, люди виступають за суверенітет планети.

## Сюжет
На початку 1944 року Битва за Чикаго завершилася, коли сили Раси були знищені в результаті вибуху американської атомної бомби в центрі міста, знищивши більшу його частину. Німецькі сили в Західній Європі успішно утримали Расу від переходу через Рейн та після ядерної атаки на Бреслау зуміли відкинути війська Раси в Польщі. СРСР вдалося зупинити напад Раси на Москву та погодитися на капітуляцію групи розчарованих інопланетних солдатів. Після висадки у Сполученому Королівстві Вінстон Черчилль здобув величезну перемогу над Расою, застосувавши іприт, у результаті отримавши інопланетні технології та надихнувши інші країни використовувати отруйний газ.
Сполучені Штати намагаються відновити захоплену технологію Раси, щоб створити балістичні ракети на військовій базі в Каучі, штат Міссурі. Сержант Єгер намагається допомогти Роберту Ґоддарду та іншим вченим у цьому дослідженні, допитуючи полонених інопланетян. На той момент Єгер став експертом-перекладачем мови Раси, що робить його безцінним активом для Ґоддарда. У процесі своєї роботи Єгер подружився з двома в'язнями-інопланетянами: Рістіном і Улхассом. Обидва прибульці демонструють тривожну здатність пристосовуватися до американських звичаїв, навчившись грати в бейсбол і вживаючи людський сленг, а також дивовижну готовність допомогти своїм викрадачам.
Раса очевидно втратила інтерес до Чикаго і прагне натомість захопити Денвер. Капітан Ренс Ауербах є серед солдатів армії США, яким наказано спробувати зупинити новий наступ. Однак чудова вогнева міць і мобільність Раси відносно легко придушують опір американців. Під час бою Ренс важко поранений і недієздатний. Він прокидається в госпіталі для біженців і виявляє, що Раси швидко наступають на Денвер. Генерал Омар Бредлі готує оборону навколо Денвера; як місце американської програми ядерної зброї, його потрібно захищати будь-якою ціною. На щастя, бригадному генералу Ґровсу та металургійній лабораторії вдається виготовити атомну бомбу, яку вони використовують, щоб зупинити наступ. Флотлорд Атвар розглядає ядерний удар по Денверу як відплату, але вирішує відмовитися від нього, оскільки ядерні опади завдадуть шкоди силам Раси. Натомість він наказує підірвати один заряд над лінією фронту у Флориді, спричинивши крах усіх американських позицій у цьому штаті. Американці засмучені нещодавньою смертю президента Франкліна Рузвельта, і Атвар сподівається, що це спричинить кризу престолонаслідування, розірвавши Сполучені Штати на частини, але цього не станеться, оскільки президентство плавно переходить до держсекретаря США Корделла Голла.
Армія США під командуванням генерала Джорджа Паттона починає контрнаступ вниз по річці Міссісіпі, що повільно звільняє її від Раси. Йому вдається досягти Квінсі, штат Іллінойс, але в міру просування починає зазнавати все більше і більше втрат. Перші американські балістичні ракети також були запущені проти Раси, але вони настільки грубі та нехитрі, що завдають невеликої шкоди загарбникам. Багато з ракет легко знищуються протиракетними системами іншопланетян. Однак запаси протиракетної зброї невеликі, оскільки Раса вже витратила багато, щоб збити німецькі ракети. Швидкість, з якою американці та німці розробили таку зброю, приголомшує та лякає Расу.
У Польщі вермахт продовжує просування на схід у напрямку до Лодзі. Проте, коли вони все глибше і глибше проникають на польську територію, вони стикаються з єврейськими партизанами, чиї симпатії схиляються до Раси. Мордехай Анелевич та його співвітчизники-євреї не довіряють німцям і не бажають, щоб вони контролювали Польщу, але вони також не бажають, щоб Раси правили світом. Ця ситуація загострюється усвідомленням того, що радянські війська в Україні повільно пробираються також і до Польщі. Ніхто не впевнений, що станеться, коли Вермахт і Червона армія зустрінуться на полі бою.
Полковнику Генріху Єгеру, командиру танка, який мав досвід спілкування з партизанами, вдається переконати Анелевича, що німецькі війська не повторять попередні переслідування євреїв. Певний час Вермахту та партизанам вдається спільно діяти проти Раси.
Військово-морським силам Третього Рейху за допомогою атомної бомби на борту підводного човна Elektroboote типу XXI вдається знищити Александрію. Атака шокує Расу, оскільки вона не знає про існування типу XXI і тому не бачить, як бомбу можна було транспортувати досить близько до Александрії, щоб знищити місто, а також через її близькість до земної столиці Раси, Каїра. У відповідь Раса руйнує Копенгаген.
Після нещодавніх невдач, особливо радянської ядерної атаки на сили Раси у Саратові, флотлорд Атвар погоджується зустрітися з дипломатами-людьми з Радянського Союзу, Сполученого Королівства, Німеччини, Японії та Сполучених Штатів з метою обговорення перемир'я. В'ячеслав Молотов, Йоахім фон Ріббентроп, Ентоні Іден, Тоґо Сіґенорі та Джордж Маршалл прямують до Каїра, столиці Раси, щоб домовитися з Атваром. Проте шанси на мир опинилися під серйозною загрозою, коли Гітлер таємно планує відновити військові дії, здійснивши раптовий напад на Расу в Польщі.
Єгер відчуває полегшення від того, що бої припинилися, і сподівається, що вдасться досягти міцного миру. Однак Гітлер посилає до Польщі агентів СС на чолі з Отто Скорцені, які негайно починають спричиняти тертя між місцевими поляками, єврейськими партизанами та Вермахтом. Скорцені приватно дає Єгеру коментарі, які натякають на те, що Гітлер ні в якому разі не відмовився від своїх планів остаточного вирішення проблеми.
У Єгера зростає недовіра до Скорцені та він намагається перешкодити СС і нацистам зробити акцію проти єврейських партизанів. Він встановлює зв'язок із партизанами через польського селянина Кароля. Коли Єгер дізнається, що Гітлер планує використати переговори в Каїрі, щоб відволікти увагу задля підриву атомної бомби в Лодзі, він шокований і обурений. Через Кароля Єгер повідомляє Анелевичу про бомбу. Анелевичу та його товаришам-партизанам вдається знайти та вивести з ладу зброю. Вермахт займає позицію для наступу. Коли Скорцені активує детонатор зброї, нічого не відбувається. Розлючений Скорцені прямує до Лодзі, щоб розібратися в проблемі.
У Каїрі засмучений Йоахім фон Ріббентроп оголошує розгубленим делегатам про рішення свого уряду продовжувати війну. Ріббентроп відчуває полегшення, коли Атвар повідомляє йому, що жодних повідомлень про напад у Польщі не було.
Коли Єгер знаходить Кароля закатованим до смерті з випаленими на його грудях рунами СС, а його дружину та доньку жорстоко зґвалтували та вбили, він розуміє, що його прикриття розвіяно. Невдовзі після повернення до табору його затримують есесівці та допитують.
Десь у Польщі Людмила Горбунова аварійно приземляється, намагаючись доставити партизанам провізію, оскільки партизани забули про сосну посеред злітної смуги. Вона стикається з нею, розбиває свій літак і не отримує від місцевих жителів підтримки, які здебільшого не можуть і не хочуть допомогти радянській пілотесі. Зрештою єврейському партизану Ігнасі вдається допомогти їй знайти робочий Fieseler Storch. Після тривалого перебування в Естонії вона вилітає з наміром повернутися до Радянського Союзу.
За приголомшливим збігом обставин Людмила прибуває на аеродром у тому самому місці, де в полоні тримають Єгера. Танкісти Єгера впізнають у Людмилі жінку, з якою він пов'язаний. Боячись, що станеться з командиром, якщо його допитають есесівці, танкісти повідомляють Людмилі про його долю і просять допомоги. Вона з готовністю пропонує свою допомогу. Солдати Вермахту вбивають есесівців, які охороняли Єгера, і ведуть його до літака Людмили. Обоє злітають, перш ніж хтось зрозуміє, що Єгер втік.
Єгер пояснює Людмилі план Гітлера, і вони прямують до Лодзі. Там вони контактують з Анелевичем і розповідають йому про Скорцені. Усі троє прямують до замінованого будинку, де партизани охороняють бомбу. Вони знаходять єврейського охоронця мертвим. Увійшовши в будівлю, Скорцені атакує їх нервово-паралітичним газом і пістолетом-кулеметом. Єгер носить медичну аптечку з протиотрутою від токсину та встигає вколоти її собі, Людмилі та Анелевичу. Їм вдається вбити Скорцені і відвернути детонацію бомби.
У Каїрі Раса досягає згоди з людськими силами. Раса повністю виходить із територій, що перебували під контролем Сполучених Штатів, Радянського Союзу та Німеччини в 1942 році, за винятком Польщі, яку Раса має намір утримувати як буферну державу між Німеччиною та Радянським Союзом. Атвар готовий призупинити бойові дії з Німеччиною, Радянським Союзом, США, Англією та Японією. Атвар не має наміру повертати будь-яку частину Британської імперії Сполученому Королівству, окрім Канади, яку Раси вважає непридатною для життя через холодний клімат; Ньюфаундленд, який приєднується до Канади; і Нову Зеландію, яка позбавлена уваги через те, що відділена широкими водними просторами. Після атомного бомбардування Сіднея та Мельбурна Австралія була повністю завойована. Війна закінчилася, але бої тривають на територіях, які все ще контролює Раса, особливо в Китаї, де рішуче комуністичне повстання під проводом Мао Цзедуна прагне звільнення. Крім того, Червона Армія продовжує зачистку залишків німецьких частин.
Зрозуміло, що мир лише тимчасовий. Раса не визнала права людства на власну незалежність і все ще офіційно має намір завоювати весь світ пізніше. Очевидно, нацистська Німеччина все ще прагне застосувати силу, щоб повністю вигнати Расу з планети, але, можливо, не в найближчому майбутньому. У Радянському Союзі Сталін запевняє Молотова, що війна з Расою та іншими людськими силами неминуча, особливо тому, що друга хвиля інопланетних колоністів, як очікується, досягне Землі до 1960-х років. Зруйновані Сполучені Штати починають тривалий процес реконструкції.